# Mohammadou Idrissou
Mohammadou Idrissou est un joueur de football camerounais né le 8 mars 1980 à Yaoundé (Cameroun).

## Biographie
Après être passé par le Racing Bafoussam, le Cotonsport Garoua, le FSV Frankfurt et le SV Wehen, il intègre Hannover 96 en juillet 2002. L'attaquant porte le numéro 7 et a marqué 9 buts en 30 matchs lors de la saison 2002-2003. Son premier match en Bundesliga date du 11 août 2002. Il a été sélectionné 10 fois en équipe nationale. 
Mo Idrissou est la surprise positive de la saison 2002-2003. À seulement 23 ans, le Camerounais a facilement sauté le pas de la ligue régionale à la Bundesliga. Ses 30 matchs lors de la saison 2002/2003 en sont la preuve, il est un des joueurs africains le plus souvent utilisé en Bundesliga.
Le « miracle de course » a prouvé son potentiel de buteur contre le 1.FC Nuremberg lors de la saison 2002/2003 où il a inscrit 3 des 4 buts de son équipe et l'a sauvé de la relégation. 
Lors du mercato d'hiver 2005, Mo Idrissou, qui n'est plus en odeur de sainteté à Hanovre, est prêté au SM Caen où il arrive blessé. Entre claquage et arthroscopie du genou, il n'est jamais apparu sur une feuille de match de Ligue 1. Il retourne alors à Hanovre 96 où il n'apparaît qu'à 4 reprises. 
L'année suivante, il est transféré au MSV Duisbourg, en Bundesliga 2 où il retrouve le chemin du but et la Bundesliga.
Depuis novembre 2006, Arie Haan le rappelle en équipe nationale à la suite de la longue blessure de Samuel Eto'o. Il fait partie de l'équipe qui dispute les qualifications pour la Coupe d'Afrique des nations.
D'août à décembre 2007, il n'est pas titulaire en Bundesliga et décide de s'engager pour le club de Bundesliga 2 de SC Fribourg. Il réalise une bonne fin de saison 2008 et le club termine 5e. La saison suivante, son association avec le danois Tommy Bechmann est très bonne et le Camerounais inscrit 13 buts de championnat et termine champion de Bundesliga 2 2009. Alors qu'il est libre de tout contrat en juin 2010, il annonce en décembre 2009 qu'il ne prolongera pas pour le club Fribourgeois. Il s'engage alors en fin de saison au Borussia Mönchengladbach.
Après avoir largement contribué à la remontée de l'Eintracht Francfort dans l'élite avec 14 buts, il rejoint le FC Kaiserslautern pour les aider à réussir le même défi : une remontée immédiate. Il s'intègre immédiatement à l'équipe en marquant le lendemain de son arrivée lors d'un match de préparation contre Augsbourg lors duquel il inscrit le seul but de la rencontre. Lors de la première journée, il inscrit un doublé de la tête contre l'Union Berlin. La journée suivante, il délivre une passe décisive pour le capitaine Bunjaku avec qui il forme un duo d'attaque intéressant. Malgré ses buts, le club manque la montée. Il est nommé capitaine pour sa deuxième saison au club

## Statistiques
| Saison            | Club                     | Matchs, buts       |
| ----------------- | ------------------------ | ------------------ |
|                   | Racing Bafoussam         |                    |
|                   | Cotonsport Garoua        |                    |
| 2000-2002         | FSV Francfort            |                    |
| 2002-jan 2003     | SV Wehen                 | 31 matchs, 13 buts |
| 2002-2003         | Hanovre 96               | 30 matchs, 9 buts  |
| 2003-2004         | Hanovre 96               | 26 matchs, 4 buts  |
| 2004-2005         | Hanovre 96               | 4 matchs           |
| janvier 2005-2005 | SM Caen (prêt)           | 0 match            |
| 2005-2006         | Hanovre 96               | 4 matchs           |
| 2006-2007         | MSV Duisbourg            | 33 matchs, 8 buts  |
| 2007-jan 2008     | MSV Duisbourg            | 12 matchs, 0 buts  |
| jan 2008-2008     | SC Fribourg              | 13 matchs, 3 buts  |
| 2008-2009         | SC Fribourg              | 31 matchs, 13 buts |
| 2009-2010         | SC Fribourg              | 30 matchs, 9 buts  |
| 2010-2011         | Borussia Mönchengladbach | 33 matchs, 5 buts  |
| 2011-2012         | Eintracht Francfort      | 27 matchs, 14 buts |
| 2012-2013         | 1. FC Kaiserslautern     | (D2)               |
| 2013-2014         | 1. FC Kaiserslautern     | (D2)               |

## Palmarès

### en club
- SC Fribourg
  - Vainqueur du Championnat de 2.Bundesliga : 2009
- SM Caen
  - Finaliste de  Coupe de la Ligue : 2005

### en sélection
- Cameroun
  - Finaliste de la Coupe d'Afrique des nations 2008
  - Finaliste de la Coupe des confédérations 2003